# Новониколаевская
Новоникола́евская — станица в Калининском районе Краснодарского края. Административный центр Новониколаевского сельского поселения.

## География
Расположена на правом берегу реки Ангелинский ерик, в западной части Краснодарского края, в 45 км от Азовского моря. Рельеф равнинный: средняя высота над уровнем 4−5 м.
Уличная сеть:
- ул. Базарная, ул. Больничная, ул. Братская, ул. Калинина, ул. Кирова, ул. Мира, ул. Ленина — центральная, ул. Гагарина, ул. Лермонтова, ул. Интернациональная, ул. Октябрьская, ул. Пушкина, ул. Лермонтова, ул. Школьная, ул. Фестивальная, ул. Суворова, ул. Котовского, ул. Почтовая, ул. Нахимова, ул. Степная

## История
Посёлок Ангелинский образован в 1870 году из Гривенских (Ангелинских) хуторов, поселённых в 1840-х годах.
11 июня 1891 года решением Военного Совета Главного управления казачьих войск посёлок Ангелинский станицы Староджерелиевской преобразовался в самостоятельную станицу Новониколаевскую Таганрогского округа области Войска Донского. 5 августа 1891 года станице было присвоено наименование "Новониколаевская" в честь наследника престола цесаревича Николая.
В Новониколаевской располагалось станичное училище, содержащееся за счет общества. В 1891 году здесь обучались 21 мальчик и 3 девочки. На должности учителя находился Иван Иванович Бажан. В 1894 году законоучителем этого училища был священник И. Яковлев. В 1902 году в Новониколаевской имелась казённая станичная аптека.
В 1893 году станицу Новониколаевскую постигло стихийное бедствие:  «10 июня по случаю половодья вода вышла из берегов Ангелинского ерика и затопила 33 двора жителей».
30 сентября 1909 года кубанское областное правление вынесло решение о прекращении распрей между ст. Новониколаевской и ст. Староджерелиевской относительно распределения юртового довольствия. В 1910 году Новониколаевским станичным атаманом был избран хорунжий Николай Кочубей. В должности почетного судьи ст. Новониколаевской около 15 лет служил урядник Филипп Степанович Цыганок, за что был награждён малой серебряной медалью «За усердие» в 1903 году.
В 1900 году в станице были две паровые мельницы, которыми владели Зеленский и Юрченко. Выращенное зерно жители вывозили на продажу в г. Приморско-Ахтарск. Покупателями были в основном иностранцы. Богатые казаки широко внедряли в земледелие новые достижения техники. Казачья беднота обрабатывала земли при помощи лошадей, волов или вручную. Иногородние жители собственной земли не имели. Они занимались разными работами. В начале столетия в станице были частные магазины, владельцами которых были: Каракоз, Зеленский, и Щербина.
Революция 1917 года коренным образом изменила социальную политику в кубанских станицах. Крепкие казачьи семьи, которые являлись ядром кубанских станиц, были раскулачены. Этот процесс особенно жестоко начался с 1929 года. Землей были наделены все жители. В 1928 году в станице начал образовываться товарищества обработки земли (ТОЗ). В него вступали в основном бедные хозяйства. Раскулаченных казаков ссылали в Сибирь. Собственность зажиточных была передана колхозу.
Земли были объединены в колхозе «2-я пятилетка». Частной земли в личной собственности граждан станицы не осталось. Жители трудились в колхозе, за что им начислялись трудодни, на которые выдавалось зерно, а реже - деньги. Крепкая семья, состоящая из 4-5 трудоспособных членов, получала 2-3 тонны зерна, а деньгами - до 1000 рублей в год. В 1932 году в станице была организована МТС по обработке земли. За её услуги с государством хозяйство рассчитывалось зерном. В 1932 году начался голод. Погибло 30% населения.
В годы после окончания второй мировой войны в станице развивалось хозяйство. В 1957 году семья за трудодень зарабатывала по 5-7 кг. За год получала 4-5 тонн зерна. Колхоз «2-я пятилетка» был разделен на два хозяйства: от центра до западной окраины был сформирован колхоз «2-я пятилетка», центра станицы до восточной окраины — колхоз «Прогресс». В 1960-е годы станица была электрифицирована. Построен водопровод общей протяжённостью 70 км. Заасфальтирована центральная улица Ленина, многие другие дороги покрыты гравием. Построен Дом Культуры, открыты четыре детских садика на 280 мест. Сооружены административные здания: правление колхоза «Победа», школа, больница, гостиница, шесть многоквартирных домов и более 100 одноквартирных. Жителями построено более 500 домов, высажены деревья.
Колхоз "Победа" развивался как растениеводческое - в основном рисовое - хозяйство, одновременно развивая животноводство. В период с 1960 по 1980 годы экономическая и социальная инфраструктура станицы продолжала стабильно развиваться.

## Население
| 2002 | 2010  | 2021  |
| ---- | ----- | ----- |
| 3705 | ↘3622 | ↘3416 |

По переписи 2002 года мужчин — 1932, женщин — 2160 из 4092 человек. Национальный состав: в основном русские. Проживают также украинцы, белорусы, татары, мордвины, армяне, евреи, турки, грузины, курды, езиды, калмыки, адыги. Религиозный состав: христиане-православные, мусульмане, христиане-григориане, протестанты, религиозная организация свидетелей Иеговы.

## Инфраструктура
В станице развито сельское хозяйство, в частности животноводство. В последнее время широко практикуется частное подворье, выращивание овощей в теплицах.